# 陳綱 (清朝外交官)
陳綱（1871年—20世纪），字紫衍，祖籍福建厦门，生於菲律宾，清朝政治人物、同進士出身，是廈門末代進士，也是首任大清駐小呂宋總領事（即清朝駐菲律賓總領事）。陳綱的父親是陈谦善，有嫡孫陳正。

## 生平
陳綱於1871年生於菲律賓，他的童年也是在菲律宾度過；他後來漂洋過海，被送回祖籍同安讀書。光绪二十年（1895年），时年23岁的陳綱中光緒甲午科举人。光緒二十四年（1898年），時年27歲（一说29岁）的陳綱参加光緒戊戌科殿試，登進士三甲111名，也因而成為了廈門末代進士；同年五月授内阁中书。

### 駐小呂宋總領事
同年六月十一（1898年7月29日），陳綱獲任命為大清駐小呂宋總領事，官位四品。他在當地的主要職責是保護當地華僑和防止埃爾韋爾·奧的斯將軍在當地實施美国排华法案。由於西班牙殖民政府把陳綱的入境許可束之高閣，以及受美國軍隊包圍馬尼拉所影響，陳綱在九月初十（1898年10月24日）才正式離京赴任，到任前其職由其父陳謙善代理。惟陳到任前，由於粵籍商人以及英國、德國在菲商人均向美國稱其父陳謙善在菲律賓當地劣跡斑斑、聲名不佳，不宜讓其子擔任領事，美國政府因此聲明不承認陳綱為領事。由於陳綱經上海到廈門途中感染了疟疾而發燒，他在光緒二十四年十一月二十六日（1899年1月7日）才抵達马尼拉上任。
光緒二十五年正月初二（1899年2月11日），美国国务院向時任清朝駐美國公使伍廷芳出示指控陳綱之父陳謙善的信件，再次要求清朝撤換駐菲律賓的領事。英國、德國商人在信件中指控陳謙善已經加入西班牙籍，曾替菲律宾都督府濫收稅項，並中飽私囊。如果陳綱擔任當地領事，一切事務必由其父把持。閩籍商人當時以牙還牙，分別向清廷及美屬菲律賓當局指控粵人串通英國商人誣告陳謙善，並請求讓陳綱留任領事，但美國的態度仍然強硬。陳綱知道已經不可能留任，於是在同年二月十三（1899年3月5日），以「才識譾陋」未能勝任領事職務，以及母親剛病故，需要「遵例守（丁憂）制」為由，主動向總理衙門請辭，原清朝駐古巴總領事黎榮耀則接任駐小呂宋總領事。翌年，黎榮耀被調往西班牙任臨時代辦，而在道員陳日翔到任前，陳綱再赴馬尼拉擔任臨時總領事。

### 返回廈門
光緒三十年（1904年），陳綱回到厦门，適逢当时清廷决定在厦门成立商务总会，陈纲旋即成為商會首届协理。同年八月初一（1904年9月10日），在清政府提出废除於光绪二十年（1894年）美国迫使其签订的《限制来美华工保护寓美华人条约》但遭美国政府拒绝的背景下，厦门各界人士成立“拒美约会”，並推举時任商會协理陈纲为会长。陈纲领导拒美约会调查，并和上海总商会联合致电全国35个城市发动各界抵制美国货。光緒三十一年七月二十九日（1905年8月29日），陈纲在厦门外关帝庙主持“反美拒约”演讲会，與黄廷元、连城璧、连横等人在会上公開美国迫害华工的罪行與试图继续迫害华工的“阴谋”，声援中国人民的拒簽条约运动。最終，清政府也因为拒簽条约运动而沒有和美国政府签订《中美会订限制来美华工保护寓美华人条约》，维护了中國海外工人的权利。

## 教育
陳綱熟習中西文化，與清廷及菲律賓華人社會均有緊密關係；他也是當時清朝的官员中少有的学贯中西的其中一個。
光緒二十五年三月初六（1899年4月15日），陳綱在獲得政府拨下来的经费、自掏腰包和发动侨民捐款的情況下，在领事館（原甲必丹衙署）开设「小吕宋华侨中西学堂」，是馬尼拉华侨中西学校的开端。後來，他把學校移设善举公所中，改称「大清中西学堂」，并兼授英文。陈纲对教师的选择有很高的要求，聘请的都是厦门有经验的老师，該學校第一任校长龚绍庭和第二任校长施健庵，都是厦门名儒；此後菲律宾多所华文学校皆从厦门聘请教师。
陳綱曾與商務總會首届总理林尔嘉以及叶清池、洪鸿儒等人在厦门、上海、广州及南洋各地捐资兴办了十几所学校，而陳也曾在光緒三十二年（1906年）擔任厦门中学堂董事会总董，积极筹办厦门中学堂。